# Penzel Valier
Penzel Valier ist ein Schweizer Architektur- und Ingenieurbüro, das 2008 von Christian Penzel und Martin Valier in Zürich gegründet wurde.

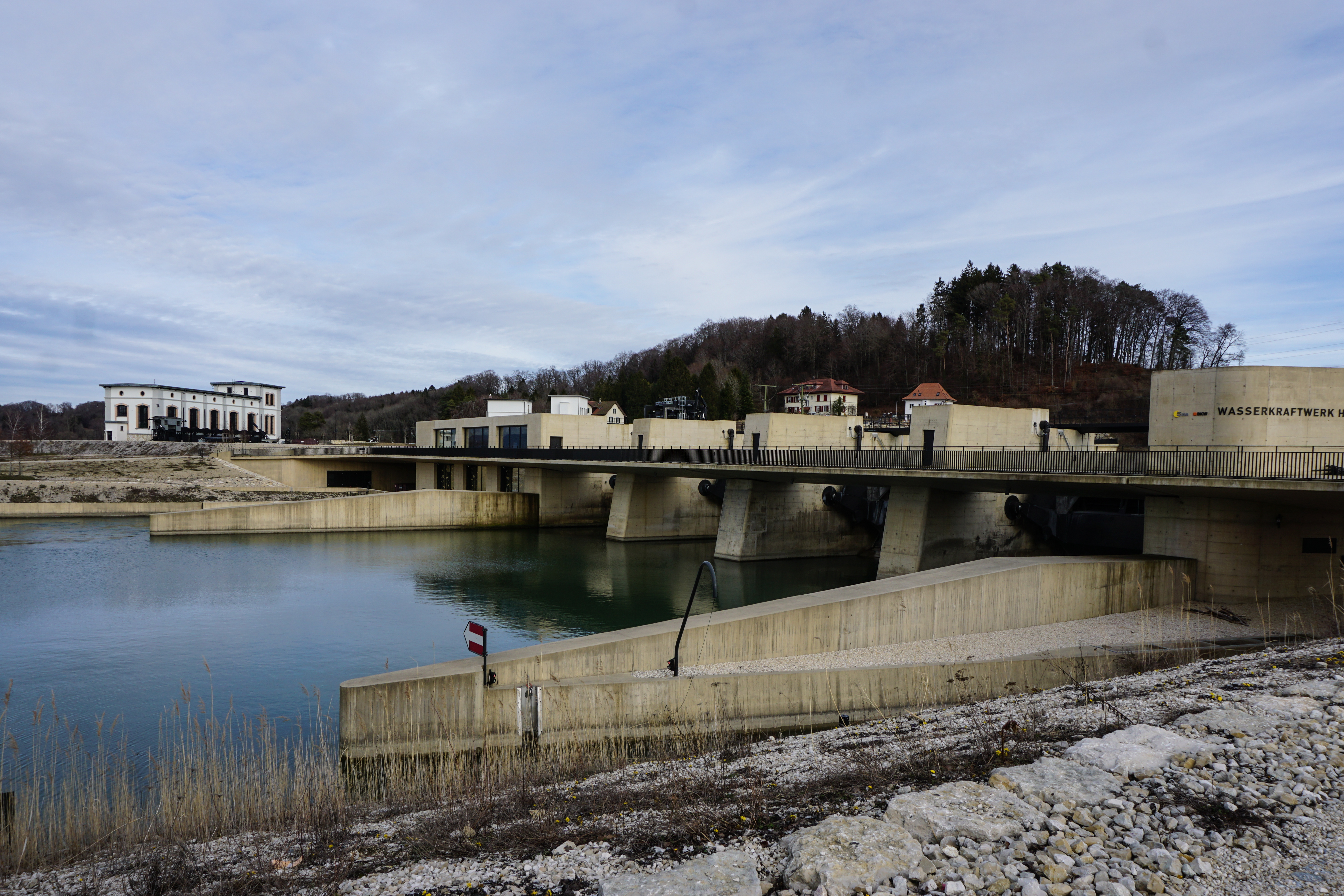
Wasserkraftwerk Hagneck

## Partner
Christian Penzel (* 1968 in München) studierte zwischen 1990 und 1992 Architektur an der Hochschule für bildende Künste Hamburg und zwischen 1992 und 2000 Architektur an der TU Berlin und der Hochschule der Künste Berlin. Von 1997 bis 2003 arbeitete er bei Meili Peter und war von 2003 bis 2008 Oberassistent an der ETH Zürich bei Peter Märkli und Markus Peter. 2003 gründete Penzel ein Architekturbüro und arbeitet seit 2008 zusammen mit Martin Valier.
Martin Valier (1968 in Chur) machte zwischen 1984 und 1988 eine Lehre als Tiefbauzeichner am kantonalen Tiefbauamt Chur und studierte zwischen 1989 und 1994 an der Hochschule für Technik und Wirtschaft Chur. Von 1988 bis 1991 war er Bauzeichner bei Hans Pfaffen, von 1991 bis 1995 Bautechniker bei Christian Fanzun und von 1994 bis 2006 Bauingenieur bei Pieder Derungs und freier Mitarbeiter bei Jürg Conzett. 2000 gründete Valier ein Ingenieurbüro, und seit 2008 arbeitet er zusammen mit Christian Penzel.

## Bauten
- 2007–2009: Perrondächer, Flughafen Zürich[1]
- 2008–2009: Perrondächer, Bahnhof Landquart
- 2008–2011: Tramdepot, Bern[2]
- 2009–2013: Haus PP, München
- 2008–2014: Sporthalle Weissenstein, Bern[3][4]
- 2009–2015: Wasserkraftwerk Hagneck
- 2013–2015: Lily's Factory, Zürich[5]
- 2012–2017: Haus Langstrasse 84, Zürich[6]
- 2012–2019: SRF Campus, Zürich[7][8]
- 2017–2021: Kriminalpolizei, Zürich[9]

## Auszeichnungen und Preise
- 2009: Anerkennung – Prix Acier für Perrondächer, Flughafen Zürich[10]
- 2011: Hase in Gold für Tramdepot, Bern[11]
- 2012: Best Architects 13 in Gold für Tramdepot, Bern[12]
- 2014: Prix Acier für Tramdepot, Bern[13]
- 2016: Best Architects 17 Award in Gold für Sporthalle Weissenstein, Bern[14]
- 2017: Ulrich Finsterwalder Ingenieurpreis für Wasserkraftwerk Hagneck[15]
- 2017: Auszeichnung – Architekturpreis Beton für Sporthalle, Bern[16]
- 2017: Landschaft des Jahres 2017 für Wasserkraftwerk Hagneck[17]
- 2017: SIA Auszeichnung Umsicht–Regards–Sguardi 2017 für Wasserkraftwerk Hagneck[18]
- 2018: ATU Prix für Wasserkraftwerk Hagneck[19]
- 2018: Best Architects 19 Award für Haus Langstrasse, Zürich[20]
- 2018: Die schönsten Restaurants & Bars für Hiltl Langstrasse, Zürich[21]
- 2020: Best Architects 21 Award für SRF Campus, Zürich[22]
- 2021: Die schönsten Restaurants & Bars für Lily's Factory, Zürich[23]
- 2021: Red Dot Design Award für Büroleuchte WA 01[24]
- 2021: Auszeichnung – Architekturpreis Beton für SRF Campus, Zürich[25]
- 2022: Die schönsten Restaurants & Bars für SRF Campus, Zürich[23]
- 2022: Architecture Masterprize für Kriminalpolizei, Zürich[26]
- 2022: Iconic Award, Innovative Architecture für Kriminalpolizei, Zürich[27]

## Vorträge
- 2020: Christian Penzel: Konstruktion. Aachener Tagung Identität der Architektur. RWTH Aachen, 30./31. Januar 2020 (zum Projekt SRF Leutschenbach; Video; 17:42 min; auf YouTube).

- 2021: Christian Penzel: Perspektiven des Holzbaus, Jahrestagung des österreichischen Ingenieurholzbauverbandes, Wien 7. Oktober 2021
- 2021: Christian Penzel: Stadtpolizei Mühleweg, Dynamik und Einordnung, Vortrag Firma Husner, Frick 18. November 2021
- 2021: Christian Penzel: SHL Südtor Tech Cluster Zug, Vertikale Produktion, Holzbautag Biel[28] an der Berner Fachhochschule Architektur, Holz und Bau, Weiterbauen mit Holz: urban, hoch, dicht, Biel 5. Mai 2022
- 2022: Christian Penzel: SRF CAMPUS, Autorenschaft im Team, Podiumsdiskussion zum gleichnamigen Lehrfilm[29], an der Hochschule Luzern, 5. Mai 2022

## Publikationen
- Christian Penzel: Der genius loci und die Innenräume: Wohnhäuser von Daniel Tschuppert, Roman Brunner, Pasquale Zarriello in Luzern und von Covas Hunkeler Wyss Architekten in Teufen In: Werk, Bauen + Wohnen, Heft 10, 2006 (online).
- Christian Penzel: Urban wohnen im Alter: Seniorenresidenz Spirgarten in Zürich-Altstetten von Miller & Maranta. In: Werk, Bauen + Wohnen Heft 1, 2007, S. 30–35 (online).
- Christian Penzel: Metamorphose: Erweiterung Schulanlage Falletsche in Zürich-Leimbach von Rolf Mühlethaler. In: Werk, Bauen und Wohnen Heft 5, 2007, S. 28–35 (online).
- Christian Penzel: Konstruktion und Kultur. Einige Beispiele der letzten 50 Jahre zu einer paradoxen Unterscheidung. In: Dialog der Konstrukteure, Niggli, Sulgen 2010, S. 22–38.
- Christian Penzel: Landschaftsbilder: der Schweizer Beitrag zur Architekturbiennale Venedig von Jürg Conzett. In: Werk, Bauen + Wohnen Heft 9, 2010, S. 66–67 (online).
- Christian Penzel: Kongresshaus und Hallenbad, Biel – Fügung, Folgen und Kunstgriffe. In: Max Schlup: Architekt, Niggli, Sulgen 2011, ISBN 978-3-7212-0786-6, S. 152–209.
- Christian Penzel: Symbiose in Auenlandschaft. In: Umrisse – Zeitschrift für Baukultur, Urlaub im Gebirge Heft 1, 2017, S. 18–25.
- Christian Penzel: Systeme und die Kunst der Herstellung. In: Identität der Architektur, Band IV: Konstruktion, Hrsg. Hartwig Schneider & Uwe Schröder, Verlag der Buchhandlung Walther und Franz König, Köln 2021, ISBN 978-3-96098-883-0, S. 122–125.